# Harald Serowski
Harald Serowski (* 7. Oktober 1929 in Berlin; † 9. November 2005 ebenda) war ein deutscher Szenenbildner, der vor allem für das DDR-Fernsehen tätig war.

## Leben
Während des Zweiten Weltkrieges lernte Harald Serowski Technisches Zeichnen in den Flugzeug-Werken von Heinkel. 
Nach Ende des Krieges arbeitete Serowski als Theatermaler und Bühnenbildassistent in der Staatsoper Berlin.
Es folgte eine Tätigkeit als Trickfilmszenograph beim Deutschen Fernsehfunk der DDR. Bekannt wurde er für seine zahlreichen Modelle für die seit November 1959 laufende Sendung Unser Sandmännchen. Sie zeichneten sich vor allem durch liebevolle und phantasievolle Details aus. Im Jahr 1991 endete seine Mitarbeit beim Fernsehen. Danach entwickelte Harald Serowski unter anderem zahlreiche Modelle vage überlieferter Luftfahrzeuge für das Otto-Lilienthal-Museum.
Harald Serowski starb im November 2005 im Alter von 76 Jahren.